# Pinchas Lapide
Pinchas Lapide (Viena, 28 de noviembre de 1922 - 23 de octubre de 1997) fue un teólogo judío. Sirvió como diplomático israelí desde 1951 hasta 1969, actuando entre otras posiciones como cónsul israelí en Milán, y contribuyó a que el joven estado de Israel obtuviera reconocimiento. Escribió más de 35 libros. Estuvo casado con Ruth Lapide.

## Obras
- Der Prophet von San Nicandro. Vogt, Berlin 1963, Matthias-Grünewald-Verlag, Mainz 1986. ISBN 3-7867-1249-2
- Rom und die Juden. Gerhard Hess, Ulm 1967, 1997, 2005 (3.verb.Aufl.). ISBN 3-87336-241-4
- Nach der Gottesfinsternis. Schriftenmissions-Verl., Gladbeck 1970.
- Auferstehung. Calwer, Stuttgart 1977, 1991 (6.Aufl.). ISBN 3-7668-0545-2
- Die Verwendung des Hebräischen in den christlichen Religionsgemeinschaften mit besonderer Berücksichtigung des Landes Israel. Diss. Kleikamp, Köln 1971.
- Er predigte in ihren Synagogen. Mohn, Gütersloh 1980, 2004 (8.Aufl.). ISBN 3-579-01400-5
- Am Scheitern hoffen lernen. Mohn, Gütersloh 1985, 1988. ISBN 3-579-01413-7
- Wer war schuld an Jesu Tod? Mohn, Gütersloh 1987, 1989, 2000 (4.Aufl.). ISBN 3-579-01419-6
- Ist das nicht Josephs Sohn? Jesus im heutigen Judentum. Mohn, Gütersloh 1988. ISBN 3-579-01408-0
- Ist die Bibel richtig übersetzt?" 2 Bd. Mohn, Gütersloh 2004. ISBN 3-579-05460-0
- Der Jude Jesus. Patmos, Düsseldorf 1979, 2003 (3.Aufl.). ISBN 3-491-69405-1
- Paulus zwischen Damaskus und Qumran. Mohn, Gütersloh 1993, 1995, 2001. ISBN 3-579-01425-0

### Obras editadas en español
- Lapide, Pinchas (1969). Los tres últimos Papas y los judíos. Taurus Ediciones. ISBN 978-84-306-9750-2.

- Lapide, Pinchas (2001). ¿No es éste el hijo de José?: Jesús en el judaísmo actual. Riopiedras Ediciones. ISBN 978-84-7213-155-2.

- Frankl, Viktor Emil; Lapide, Pinchas (2005). Búsqueda de Dios y sentido de la vida: diálogo entre un teólogo y un psicólogo. Editorial Herder. ISBN 978-84-254-2404-5.